# H.L.レナード

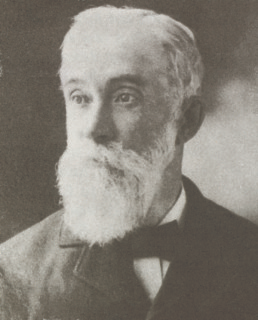
ハイラム・ルイス・レナード

ハイラム・ルイス・レナード,（英:Hiram Lewis Leonard 1831年 - 1907年）は、H.L.Leonardロッドカンパニーの創設者である。近代フライロッドの父とみなされている。冒険家、銃器製作者、機械工、楽器製作者としても知られた。彼のガイドやハンターとしての功績はヘンリー・デイヴィッド・ソローによって詳述された。また、レナードが育てた職人たちはバンブーフライロッドの設計、製造、性能における革新者として業界のリーダーとなった。彼の名を冠する竿はその美しさと機能性によって高く評価され、今日ではコレクターズアイテムになっている。

## 初期
近代フライロッドの先駆者となる以前のハイラム・レナードは、ハンター、ガイド、銃器製作者、また独学による機械工であった。フルートなど楽器も嗜んだ。彼の生まれた1831年当時、未開の地を残すアメリカ北東部におけるアウトドアマンであった。恐れを知らない手腕や革新的なアプローチ、そして屈強さによって、当代きっての偉大なハンターとしての評判を得ていた。
ヘンリー・デイヴィッド・ソローの記述によると彼は”凛々しく長身だが、見るからにたくましいわけではなく、紳士的な物言いとそつがない身なりを携えていた”。また、馬車がピスカタクィス川を渡っている時に、”馬車の所有者のストダードが極寒の増水した川に落ちたとき、レナードが川へ飛び込んで救助した”とも記述している。

## バンブーロッド職人として
技術的知見のみならず、彼の店で学んだ多くの偉大なバンブーロッド職人達の存在により、アーネスト・シュウィーバートは2巻にわたる著書”Trout”の中で、ハイラム・レナードを”近代フライの父”と呼んだ。
1869年、レナードはメイン州バンゴーにて銃器製造を始めた。 1905年の自身の言葉によると、”私の最初の竿はメイン州バンゴーで作った。材料にはアッシュとランスウッドを使った。ロッド製造ビジネスのためではなく、私自身が使うためだった。”友人の勧めを受け、彼はその最初の作品をマサチューセッツ州ボストンのスポーツ用品店ブラッドフォード&アンソニーへ送った。その店の販売員はレナードの竿に見られる職人技に驚き、スプリットケーンの竿を造るに足る素質を持っていることを見抜いた。三角形の断面を持つ竹片を組み合わせた四辺構造の竿を見せられ、これらを造れるかと問われたレナードは”ああ、もっといいものをね、と答えた”という。これに取り掛かるとき、彼は素材の中に強度の弱い個所が生まれることに気づき、より細く削った六本の竹片から成る竿を造ることにした。こうして産まれた”史上初の”六角バンブーロッドは、レナードが供給しきれないほどに大きな需要を生み出した。彼はこの頃にメイン州バンゴーに二部屋の店をオープンした。
はじめの一年は独力で製作したが、一年後に助手を雇った。1881年にニューヨーク州セントラルバレーに移るまでの間に11人を雇い入れた。1899年に彼の工房は現存する場所に移ったが、オリジナルのH.L.Leonardロッドカンパニーは1984年に幕を下ろした。
“私の竿はウィーンやロンドンで、次にフィラデルフィア万国博覧会、そしてフライキャスティングやベイトキャスティングのあらゆるコンテストにおいて名声を獲得した”
-ハイラム・ルイス・レナード 1905

## フライフィッシングへの貢献
レナード門下では、独自の流儀を生み出した偉大なビルダーたちが生まれた。たとえばハイラム・ホウズ、F.E.トーマス、E.W.エドワーズ、E.F.ペイン、F.D.ジョージ、I.バーニーなど、彼らは全員レナードで働いていた。1875年にH.L.レナードは防水フェルールの特許を取得した。また同時期にレナードの竿は大量生産を可能とする装置であるビベラーによって作られた最初期のロッドの一つとなった。その”革新的な”ビベラーは、従業員のローマン・ホウズとの共同によって生み出された。これによってレナードは劇的に生産性を向上させ、また、品質の安定性を確保することができた。それまでの竿の製造は手に入る道具の精度が低かったために規格化は困難で、一本一本の品質があまりに異なっていた。ビベラーの登場によってレナードは何千本ものロッドを1インチ単位で集中して径の寸法を削り込むことができるようになった。レナードがビベリング作業のために考案した竿の径についての一連の寸法である”テーパー”という規格化は、今日に至るまであらゆる種類の釣り竿生産者にとってのスタンダードとなっている。